# Tuluá
Tuluá es un municipio colombiano ubicado en la región central del departamento del Valle del Cauca. Es un motor comercial, demográfico, cultural, industrial, financiero y agropecuario del centro del departamento. Posee una cámara de comercio, es cabecera del Circuito judicial de Tuluá y es el cuarto municipio más poblado del Valle del Cauca, con una población de 218 812 habitantes en 2020.
Su extensa área rural abarca desde la planicie del valle geográfico del río Cauca, las ondulaciones intermedias y la alta montaña perteneciente a la cordillera central. La ciudad se encuentra aproximadamente a 100 km de Cali. El río Tuluá cruza el casco urbano en sentido sur-norte.

## Toponimia
El nombre de Tuluá tiene su origen en el pueblo indígena Tulué, quienes hablaban el idioma pijao. Sin embargo, su significado se desconoce y ha sido ampliamente discutido y poco consensuado, ya que el pijao se extinguió a principios del siglo XVIII y no se tiene mayor conocimiento debido a su fragmentación dialectal. 
El gobierno local de la ciudad oficializó el significado «llano, fácil de cultivar» para el vocablo, además de ser aceptado también «tierra fácil», como denominaba el pueblo pijao al valle que conforman los ríos Tuluá y Morales, aunque también se podría traducir como «tierra del más allá» debido a que los pijaos son originarios del valle del río Magdalena.
La ciudad también es apodada Corazón del Valle por su ubicación geográfica y es conocida además como «La Villa de Céspedes» en honor a Juan María Céspedes, prócer de la independencia nacional.

## Símbolos

### Escudo
De estilo español antiguo, en cruz, el escudo está dividido en cuatro cantones: El cantón diestro del Jefe lleva trece roeles azules o tortillos sobre el campo de plata. Representa el mismo escudo mobiliario de la familia Lemos, en España, por considerar algunos historiadores a Juan de Lemos y Aguirre como promotor de la fundación de Tuluá. En el cantón siniestro del Jefe, el escudo ostenta un corazón de gules sobre un campo de oro. Representa la ciudad misma, llamada por su ubicación geográfica "Corazón del Valle", en relación con nuestro Departamento. En el cantón diestro de la punta hay un puente plata sobre un campo de azul. Representa el espíritu de unión y solidaridad ciudadana, símbolo de alianza. En el cantón siniestro de la punta, se ve una montaña perfilada, un valle y un río. Es una reproducción de nuestra característica orográfica comarcana más determinante. Remata el escudo un castillo o fortaleza de plata, que simboliza la grandeza y elevación. Gajos de café y cacao fructificados enmarcan el escudo, simbolizando la riqueza agrícola de Tuluá por el año de su diseño. Una cinta tricolor (rojo, verde y blanco) con divisa unión, trabajo y paz, ata los gajos mencionados.

### Bandera
Diseñada en el año 1960 y adoptada oficialmente como bandera de la ciudad de Tuluá el 29 de mayo de 1987 según Decreto 084. Está constituida por tres franjas horizontales, paralelas y de iguales dimensiones entre sí, con la siguiente descripción e interpretación:
La franja superior de color rojo, que simboliza la energía de su gente, la caridad y el amor que inspiran su conducta frente a situaciones adversas y la osadía para combatir en defensa de las causas nobles.
La franja del centro de color verde, que simboliza el esplendor vegetal de la región, la fe en sus valores, la amistad y el respeto que prodigan sus pobladores, la juventud de su historia y la esperanza de un futuro promisorio.
La franja inferior de color blanco simboliza la pureza de su origen, la franqueza y la alegría en el discurrir de la existencia de sus habitantes. La bandera irá encavada en asta de un largo equivalente a tres veces su ancho.
Por decreto n.º 084 de mayo de 1987 “por el cual se adopta oficialmente la Bandera de Tuluá”.

## División Político-Administrativa
Anexo:División administrativa de Tuluá
Su Cabecera municipal se encuentra dividido en 9 comunas. Estas se dividen a su vez en barrios, sumando un total de 129. 
Tuluá tiene bajo su jurisdicción los siguientes Centros poblados
- Aguaclara
- Barragán
- Bocas de Tuluá
- Campoalegre
- Cienegueta
- El Picacho
- Gato Negro
- La Colina
- La Iberia
- La Marina
- La Moralia
- La Palmera
- La Rivera
- Monteloro
- Nariño
- Palomestizo
- Puerto Frazadas
- Santa Lucía
- Tres Esquinas

## Historia
Tuluá, geográfica e históricamente reconocido este territorio como el valle que conforman los ríos Tuluá y Morales, ha sido una zona con actividades humanas previas a la colonización, ya que se conoce que desde mediados del año 1300 D.C había asientos de distintas tribus indígenas siendo la más notoria la Cultura pijao en este territorio.

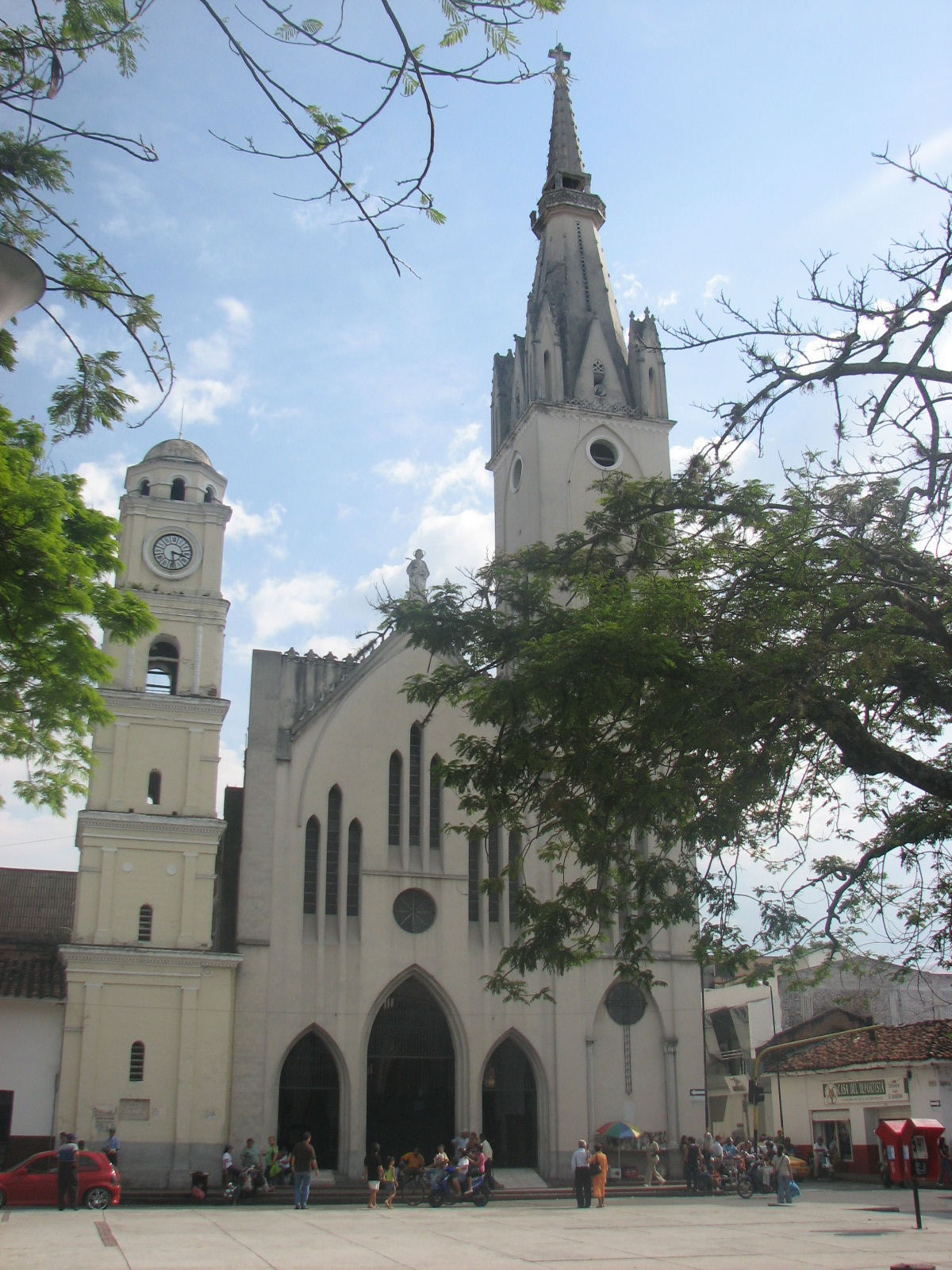
Iglesia San Bartolomé.

### Fundación

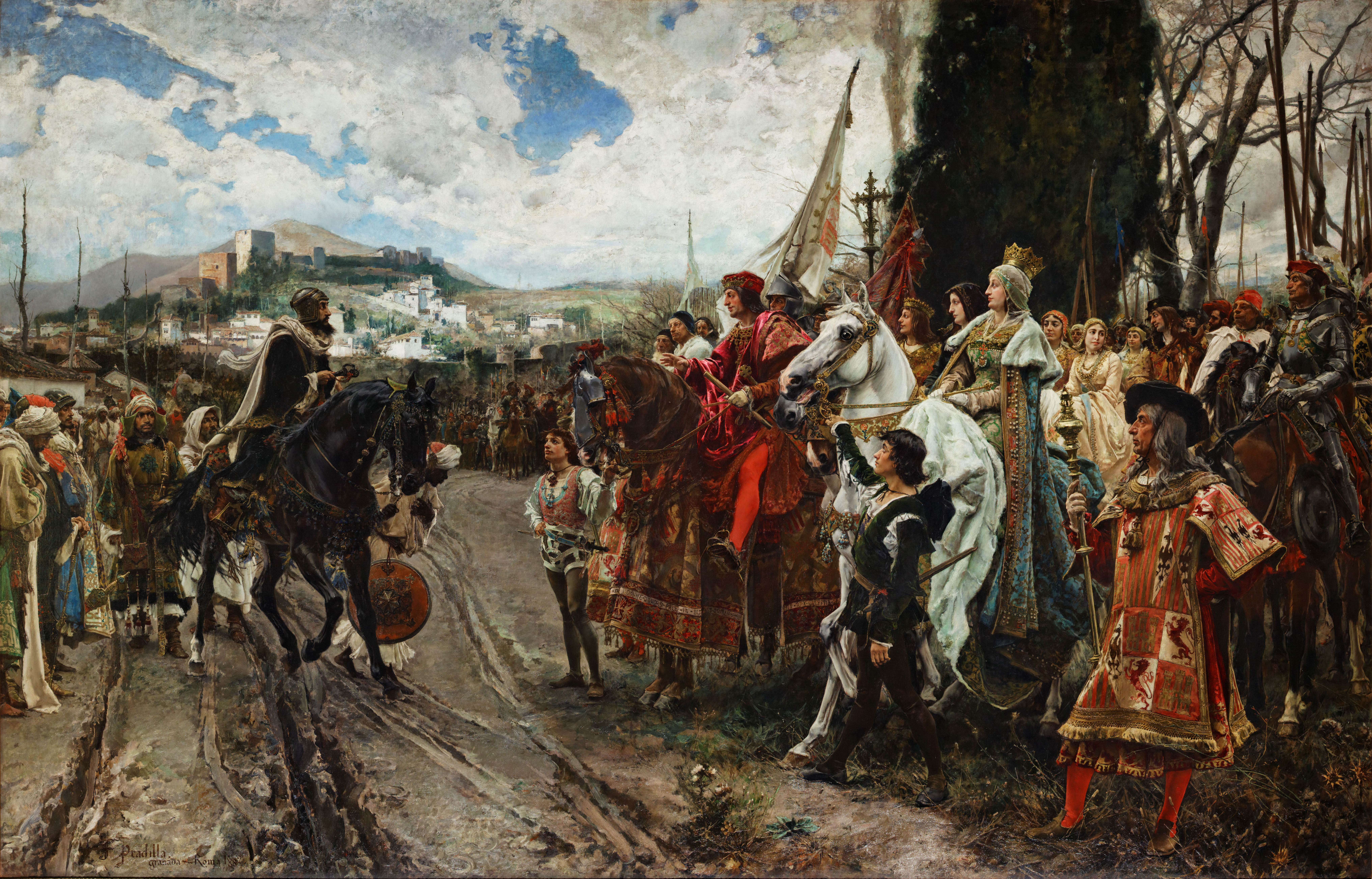
Toma de España a Granada (Colombia).

Según las crónicas, las tropas al mando del capitán Juan de Lemos y Aguirre realizaron las exploraciones y conquista de los territorios que le permitieron celebrar capitulaciones de tierra con el gobernador don Luis de Valenzuela Fajardo, el 9 de agosto de 1635. Recibieron a su favor las tierras del valle del Tuluá, Jicaramata, Espíritu Santo y San Juan de Barragán. Pidió, Lemus y Aguirre, merced de tierras al cabildo de Buga para establecer en él «Hatos de Ganado y estancias de Comida», para proveer de alimentos a la empresa conquistadora. La nueva población obtuvo su importancia, cuando el fundador abrió el camino de Barragán, que comunica el Valle del Río Cauca y el virreinato de Cartago, con el valle de Saldaña y el valle del Tolima.
La ciudad moderna o la que fundaron los españoles, no tuvo un Acta de la Real Corona Española, ni del Reino de Granada de fundación, pero se ha adoptado oficialmente como fecha de fundación el 24 de agosto de 1639, día de San Bartolomé Apóstol, debido a que los colonos al fundarla, la ofrecieron a este Santo Católico en encomienda y protección de los españoles habitantes de dichas tierras, y se reconoció que la población recibió el nombre de San Bartolomé de Tuluá (voz Indígena que significa «Llano fácil de cultivar»), por el anterior poblado de indios que existía en dichas tierras.

### Evolución
Posteriormente en la medida que el río fue cambiando de curso al caer el Valle del Cauca, la ciudad se vio obligada a desplazarse hasta tomar su asentamiento definitivo a mediados de 1875, cuando se constituye el parque de Boyacá y se construye, por fin la iglesia de San Bartolomé.
Dos son las características de Tuluá durante este periodo de formación lento. La primera, que fue una ciudad que no se dio alrededor de un parque principal o de una plaza mayor como la mayoría de las ciudades de la estructura hispánica. La segunda, que, por la misma razón o por algunas otras que los historiadores no han descifrado, solo vino a tener iglesia parroquial a finales del siglo pasado, pese a tener cura doctrinero desde casi siglo y medio antes.
La ciudad se convirtió en un municipio del Departamento del Valle del Cauca en 1910 con la separación del territorio que actualmente lo conforma del Estado Soberano del Cauca; la sede del nuevo estado fue la ciudad de Santiago de Cali, que es la capital hasta la actualidad.

## Geografía

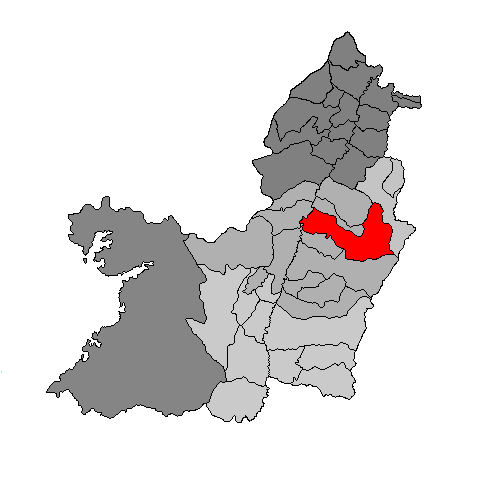
Ubicación geográfica del territorio dentro del departamento.

Desde el punto de vista de las coordenadas geográficas, Tuluá se encuentra a 4°5′ de latitud norte y 76°12′ de longitud occidental. Está ubicado en la zona centro del departamento del Valle del Cauca a 102 km de Cali, a 172 km de Buenaventura y a 24 km de Buga. Es atravesado de sur a norte por el río Tuluá. Geográficamente el núcleo urbano se encuentra enclavado en el valle que conforman los ríos Tuluá y Morales. Pero su territorio jurisdiccional es amplio y abarca numerosos pisos térmicos.
Su influencia socioeconómica se extiende sobre las localidades vecinas de Andalucía, Bugalagrande, Bolívar, Riofrío, Roldanillo, Trujillo, Zarzal, Sevilla, Buga, San Pedro y otras cuya población total asciende aproximadamente a 600.000 habitantes según el DANE, (Proyección ajustada al censo de 2005).
El Municipio de Tuluá ocupa un territorio de 910.55 km² (91.055 ha) de los cuales el 98,78% equivale al área rural y el 1,22% equivale al área urbana; a una altitud promedio de 973 metros sobre el nivel del mar y temperatura media de 24 °C en la zona Urbana.
| - Este: Municipios de Sevilla y Chaparral, en el Departamento del Tolima. - Oeste: Río Cauca y Municipio de Riofrío | - Norte: Municipios de Andalucía y Bugalagrande - Sur: Municipios de Buga y San Pedro |

| - Extensión total: 910.55 km² - Temperatura media: 24 a 27 °C - Extensión área urbana: 11.11 km² | - Extensión área rural: 899.44 km² - Altitud del área urbana: 960 m s. n. m. hasta los - máxima rural: 4.400 m s. n. m. en los Páramos de Barragán y Santa Lucía |

### Geología

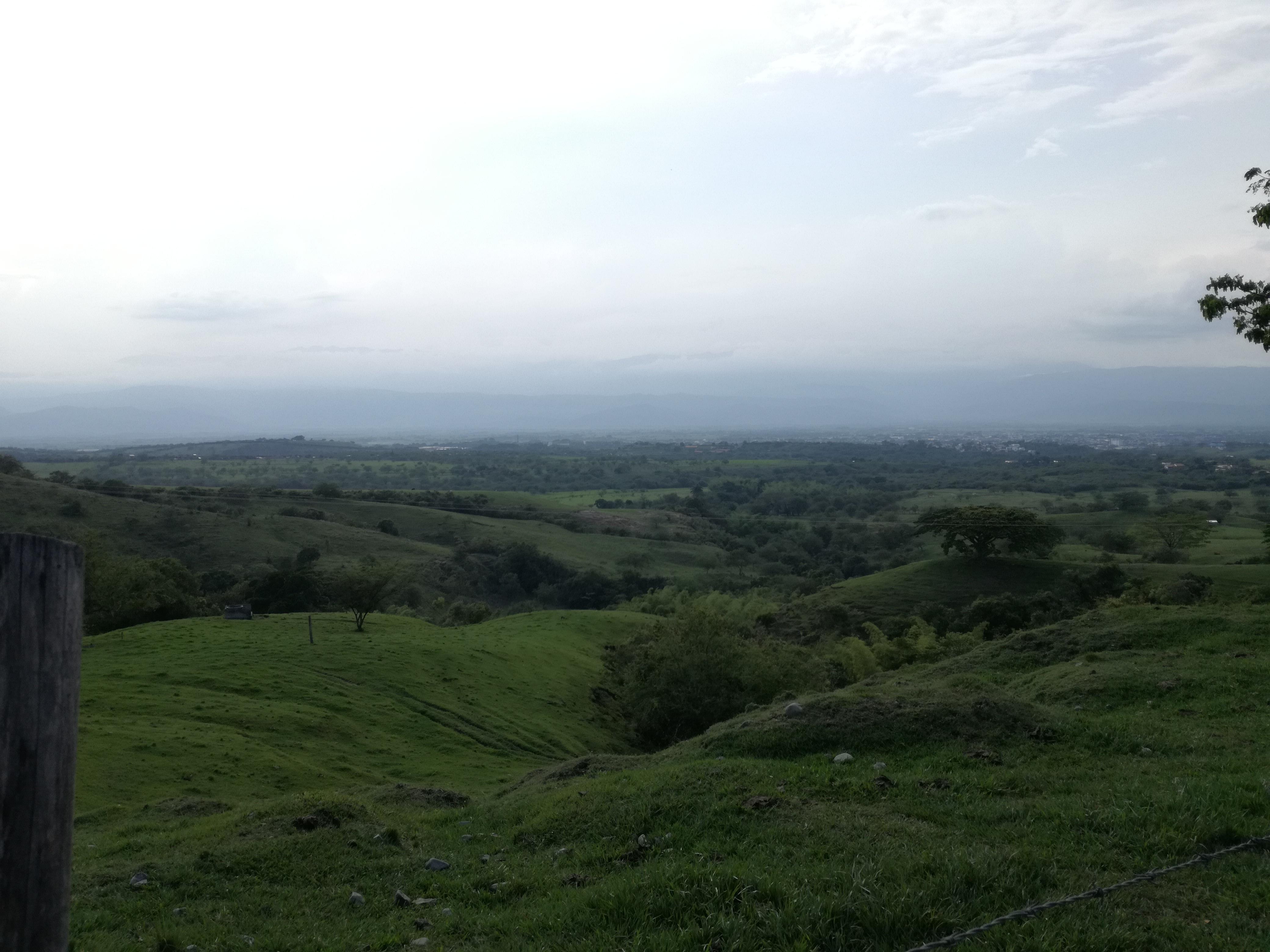
Tuluá desde las estribaciones de la cordillera central.

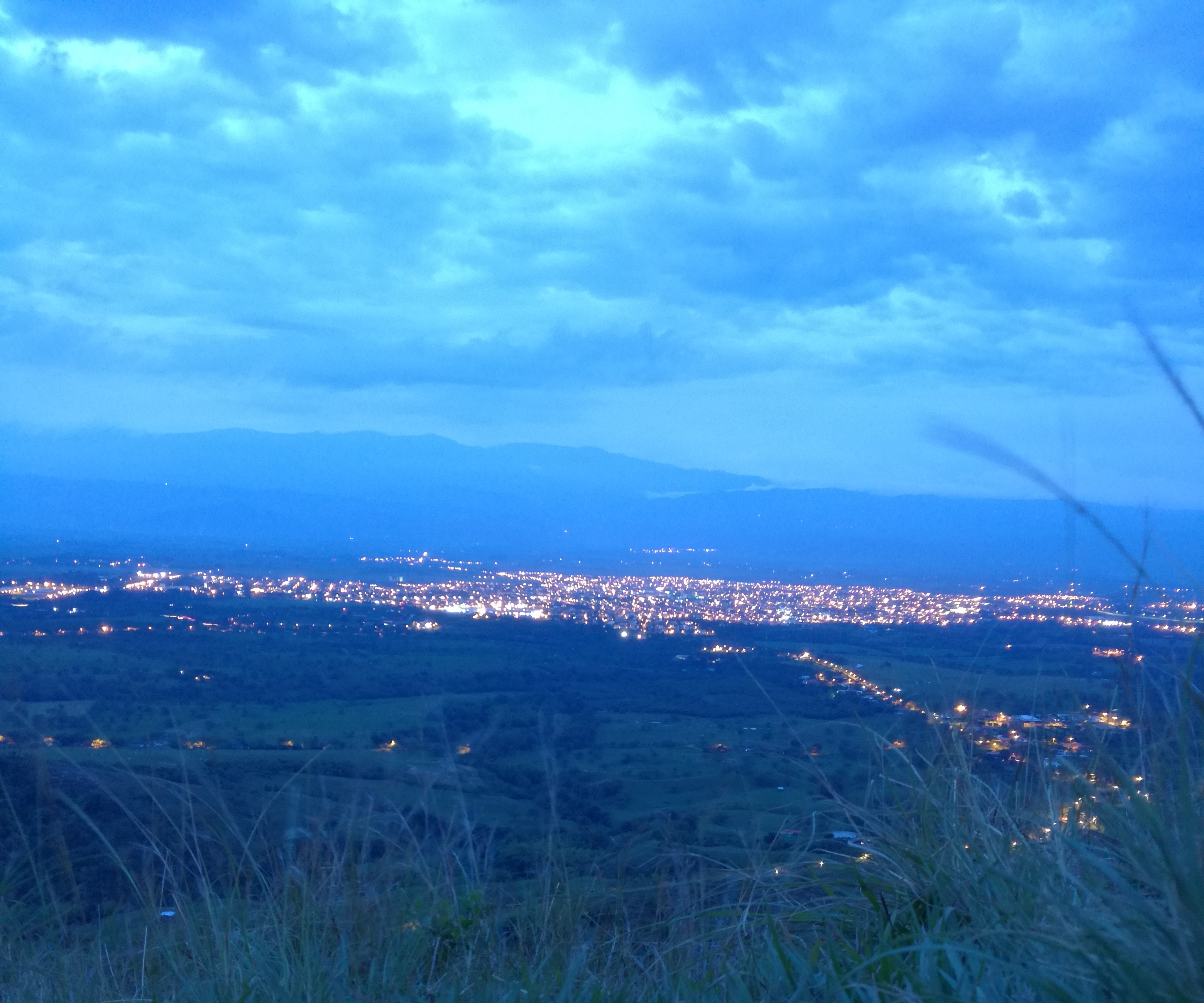
Tuluá al anochecer desde el cerro del Picacho.

Como se puede apreciar en el mapa geológico, la región del Valle del Cauca y por ende el territorio que le corresponde a Tuluá es relativamente joven. La parte geológicamente más antigua es la cordillera central, en la cual se encuentran rocas y sedimentos precámbricos y paleozoicos; hay una isla de antigüedad precámbrica sobre las riberas del río Cauca, en los alrededores Bugalagrande; la región del valle geográfico del río es Mesozoica de origen volcánico. El piedemonte de la cordillera central, así como la mayor parte de la costa pacífica son geológicamente muy jóvenes (cuaternarios). La ciudad se ve afectada por numerosas fallas geológicas en su zona montañosa.

#### Minerales
Se ha distinguido por sus riquezas minerales y antiguamente fue gran productor de oro, el que se extraía de los aluviones existentes a unos diez kilómetros de esta ciudad, cuyas explotaciones se verificaban en forma rudimentaria y en ellas se ocupaban cuadrillas de negros esclavos destinados por sus amos para esas labores. Las extracciones que se hacían en las quebradas de La Ribera, El Ahorcado, El Tetillal, El Tablazo, San Miguel y Morales, eran verdaderamente halagadoras. Es de presumir que, desde el punto de vista geológico, estos yacimientos auríferos que se encontraban al pie de las altas montañas graníticas, ricas en filones de este precioso metal, fueron acumulados al pie de estos contractos de rocas estratificadas del Valle, con la Cordillera Central de los Andes en toda su extensión. A los 1.100 metros hasta los 2.000 metros de altitud, existe una zona de rocas graníticas en las cuales se descubren vetas de cuarzo aurífero, como también plata, cobre, hierro.

### Hidrografía
La hidrografía tulueña está basada en la cuenca de los ríos Tuluá, Bugalagrande y Morales como estructura central, en los ríos San Marcos y Frazadas y en las quebradas de El Ahorcado, La Ribera, Tesorito, La Luisa, La Mina, Piedritas, Zabaletas y Zorrilla, como estructura ramificada y en río Cauca como eje final de todas las vertientes.

#### Río Tuluá

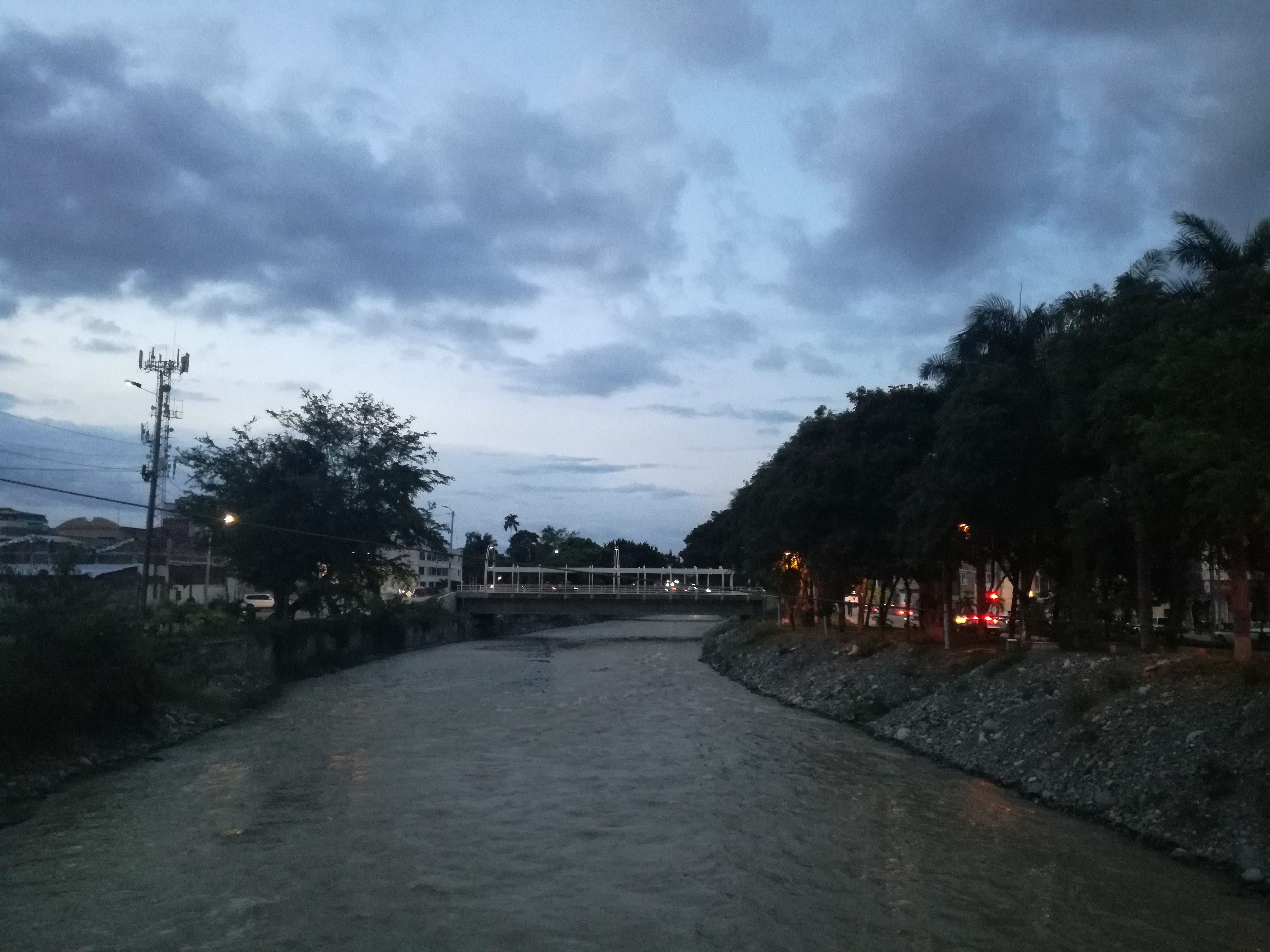
Río Tuluá.

El Río Tuluá nace en la parte alta de la cordillera central, en límites con el departamento del Tolima y se forma de las aguas que bajan de las lagunas de las Mellizas y de las Azules en su sitio equidistantes entre Barragán y Santa Lucía. Corre inicialmente de norte a sur hasta el sitio los banco donde recibe las aguas de los ríos Cofre y Loro, que bajan del municipio de Buga y gira hacia el occidente hasta el sitio el rumor, donde encuentra el Valle geográfico del Cauca y adopta una ruta diagonal a la cordillera Central de noroeste hasta su desembocadura en el río Cauca.
La parte alta del río, entre su nacimiento y el cañón de Santa Lucía es actualmente zona ganadera y agrícola, la cual era anteriormente zona forestal. Desde el Bosque hasta Mateguadua, el río baja por un cañón de roca basáltica, que le da un color grisáceo a sus aguas y que siempre han sido matorrales. Desde Mateguadua hasta el Rumor, se encuentran Guaduales y Bosques Naturales, residuos de épocas pasadas. Desde el Rumor hasta su desembocadura, el río pasa por el casco urbano de Tuluá, en su mayor parte canalizado, ampliándose después del barrio La Graciela y hasta el sitio donde le caen las aguas da la planta de tratamiento de aguas residuales (PTAR) del sistema de alcantarillado municipal. De aquí hasta su desembocadura, el río avanza rodeado del relictus de Caña Brava y entre tierras explotadas agroindustrialmente.

#### Río Morales
Nace en la vertiente occidental de los cerros de la vereda de El Japón, y corre en línea norte a sur hasta el corregimiento de Venus, donde es aumentado por las quebradas de San Agustín, San Isidro y el Paraíso, gira hacia el occidente bordeando los corregimientos de La Moralia y la Marina, aquí adopta un cauce paralelo al río Tuluá, recibiendo las aguas de las quebradas de El Ahorcado, La Ribera y Zabaletas hasta desembocar en el río Cauca.
En la parte alta esta altamente reforestada. Desde el corregimiento de Venus hasta los límites de la ciudad avanza por guaduales que se han conservado maravillosamente.

#### Río Bugalagrande
Nace paralelo al río Tuluá, en la parte alta de la vereda La Bolsa, y corre en sentido sur-norte hasta el puente entre las veredas de El Cebollal y El Retiro. Allí gira en dirección suroeste hasta el corregimiento de San Rafael, donde vuelve a buscar la diagonal noroeste después de la desembocadura de la quebrada La Luisa, cuando ya avanza por los municipios de Andalucía y Bugalagrande y se aleja del área tulueña.
Desde su nacimiento hasta la desembocadura de la quebrada Los Osos, en su parte alta, como ha sucedido con el río Tuluá, ha sido deforestado y sus potreros cultivados con verduras, papa, trigo, etc., y con pastos para lecherías. De allí hasta San Rafael, la cuenca está reforestada con las siembras de las madereras en casi toda su extensión, avanzando hasta su desembocadura por tierras cultivadas en su mayoría por cañaduzales.cx

## Clima
Ubicada a 4° al norte del ecuador, el clima en Tuluá es tropical, la temperatura promedio es de 23.9 °C. Los días en Tuluá son soleados, y las noches muy frescas. Tuluá se ubica entre las cordilleras Occidental y Central de Colombia. Esta ciudad es rica en agricultura debido a este clima, el cual permite la siembra de una gran cantidad de frutas y vegetales.
| Parámetros climáticos promedio de Tuluá (Aeropuerto Farfan), normales 1981-2010 | Parámetros climáticos promedio de Tuluá (Aeropuerto Farfan), normales 1981-2010 | Parámetros climáticos promedio de Tuluá (Aeropuerto Farfan), normales 1981-2010 | Parámetros climáticos promedio de Tuluá (Aeropuerto Farfan), normales 1981-2010 | Parámetros climáticos promedio de Tuluá (Aeropuerto Farfan), normales 1981-2010 | Parámetros climáticos promedio de Tuluá (Aeropuerto Farfan), normales 1981-2010 | Parámetros climáticos promedio de Tuluá (Aeropuerto Farfan), normales 1981-2010 | Parámetros climáticos promedio de Tuluá (Aeropuerto Farfan), normales 1981-2010 | Parámetros climáticos promedio de Tuluá (Aeropuerto Farfan), normales 1981-2010 | Parámetros climáticos promedio de Tuluá (Aeropuerto Farfan), normales 1981-2010 | Parámetros climáticos promedio de Tuluá (Aeropuerto Farfan), normales 1981-2010 | Parámetros climáticos promedio de Tuluá (Aeropuerto Farfan), normales 1981-2010 | Parámetros climáticos promedio de Tuluá (Aeropuerto Farfan), normales 1981-2010 | Parámetros climáticos promedio de Tuluá (Aeropuerto Farfan), normales 1981-2010 |
| Mes                                                                             | Ene.                                                                            | Feb.                                                                            | Mar.                                                                            | Abr.                                                                            | May.                                                                            | Jun.                                                                            | Jul.                                                                            | Ago.                                                                            | Sep.                                                                            | Oct.                                                                            | Nov.                                                                            | Dic.                                                                            | Anual                                                                           |
| ------------------------------------------------------------------------------- | ------------------------------------------------------------------------------- | ------------------------------------------------------------------------------- | ------------------------------------------------------------------------------- | ------------------------------------------------------------------------------- | ------------------------------------------------------------------------------- | ------------------------------------------------------------------------------- | ------------------------------------------------------------------------------- | ------------------------------------------------------------------------------- | ------------------------------------------------------------------------------- | ------------------------------------------------------------------------------- | ------------------------------------------------------------------------------- | ------------------------------------------------------------------------------- | ------------------------------------------------------------------------------- |
| Temp. máx. media (°C)                                                           | 30.2                                                                            | 30.6                                                                            | 30.5                                                                            | 29.7                                                                            | 29.4                                                                            | 29.6                                                                            | 30.3                                                                            | 30.8                                                                            | 30.2                                                                            | 29.3                                                                            | 29.0                                                                            | 29.4                                                                            | 29.9                                                                            |
| Temp. media (°C)                                                                | 24.1                                                                            | 24.3                                                                            | 24.3                                                                            | 23.9                                                                            | 23.8                                                                            | 23.7                                                                            | 24.1                                                                            | 24.2                                                                            | 24.0                                                                            | 23.4                                                                            | 23.1                                                                            | 23.5                                                                            | 23.9                                                                            |
| Temp. mín. media (°C)                                                           | 18.4                                                                            | 18.6                                                                            | 18.8                                                                            | 18.9                                                                            | 18.8                                                                            | 18.5                                                                            | 17.9                                                                            | 18.1                                                                            | 18.3                                                                            | 18.4                                                                            | 18.4                                                                            | 18.4                                                                            | 18.5                                                                            |
| Lluvias (mm)                                                                    | 80.7                                                                            | 85.9                                                                            | 146.7                                                                           | 156.1                                                                           | 135.3                                                                           | 82.8                                                                            | 61.9                                                                            | 60.3                                                                            | 108.5                                                                           | 156.1                                                                           | 140.6                                                                           | 87.3                                                                            | 1302.2                                                                          |
| Días de lluvias (≥ 1 mm)                                                        | 12                                                                              | 12                                                                              | 16                                                                              | 18                                                                              | 18                                                                              | 14                                                                              | 12                                                                              | 11                                                                              | 14                                                                              | 19                                                                              | 18                                                                              | 14                                                                              | 178                                                                             |
| Humedad relativa (%)                                                            | 76                                                                              | 76                                                                              | 76                                                                              | 80                                                                              | 81                                                                              | 81                                                                              | 77                                                                              | 75                                                                              | 77                                                                              | 79                                                                              | 80                                                                              | 79                                                                              | 78                                                                              |
| Fuente: Instituto de Hidrología Meteorología y Estudios Ambientales             |                                                                                 |                                                                                 |                                                                                 |                                                                                 |                                                                                 |                                                                                 |                                                                                 |                                                                                 |                                                                                 |                                                                                 |                                                                                 |                                                                                 |                                                                                 |

## Biodiversidad

### Flora

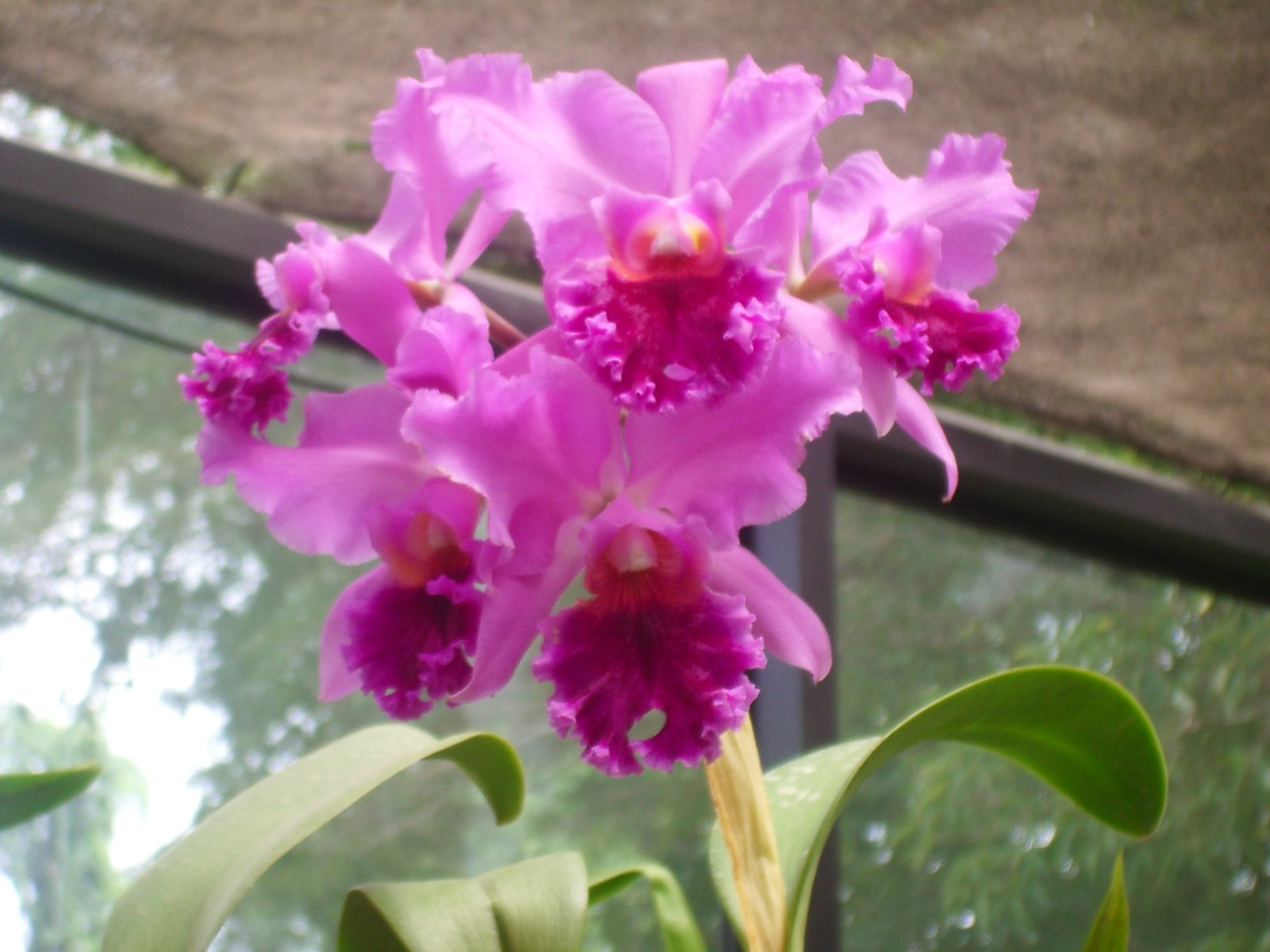
Orquídeas en Tuluá.

Hay abundancia de flora, en los bosques del municipio pueden apreciarse variedades de flores tales como narcisos, geranios, camellia, margaritas, dalias, lirios, hortensias, amapolas, jazmines, begonias, pensamientos, violetas, tulipanes, crisantemos, magnolias, orquídeas.

### Fauna

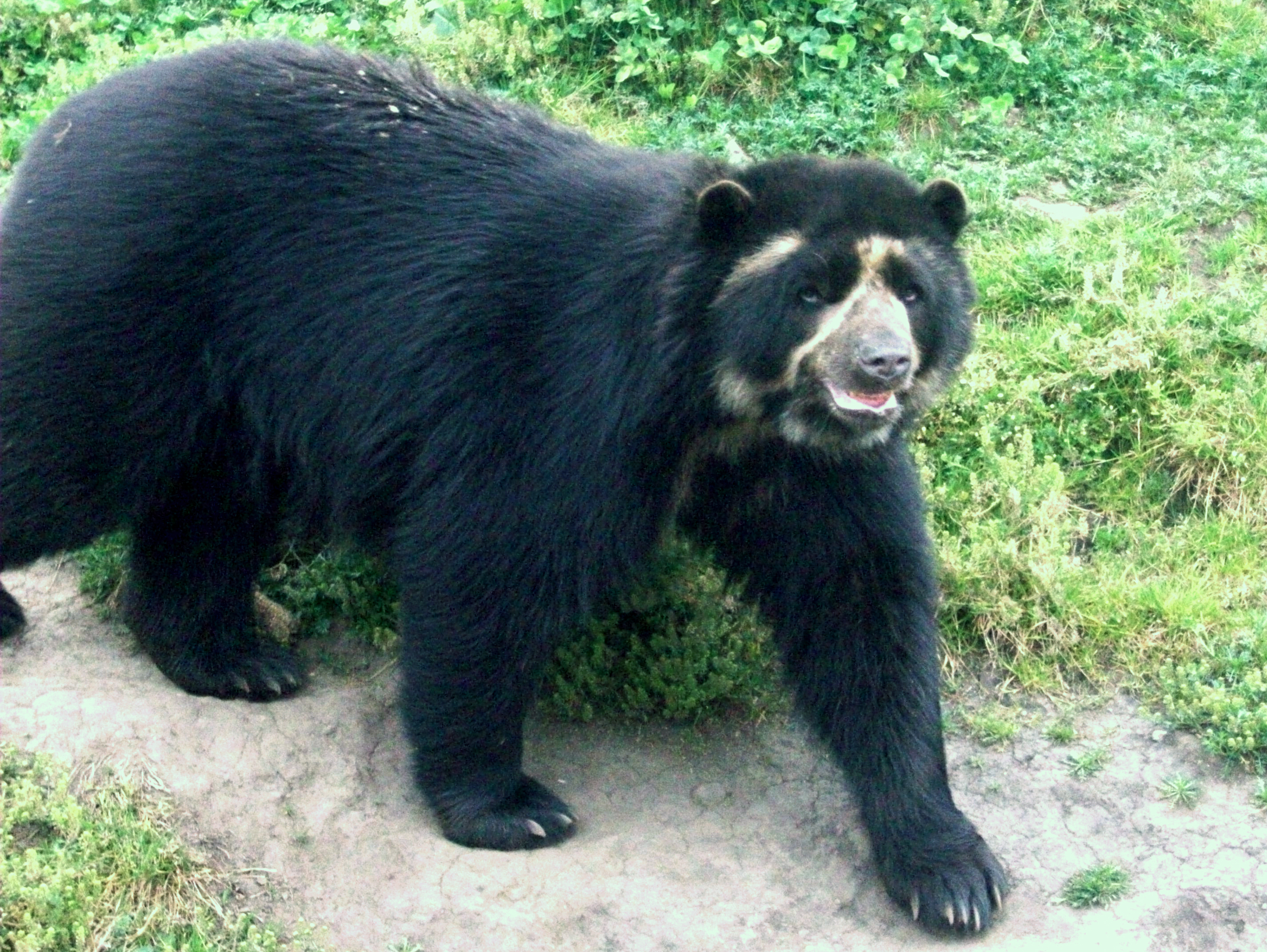
Oso andino Cutervo.

En las zonas selváticas de las cordilleras, se encuentran especies como el tatadro, el venado, la danta, la guagua, el tigrillo, el mico, el zorro, el perico ligero, la ardilla, el Armadillo, el guatín, la casacusa, el zaino y muchos otros. en la fauna Acuática abundan toda clase de peces especialmente, el bocachico, la lancha, el veringo, la Zabaleta, entre otros.

## Demografía
Según el Departamento Administrativo Nacional de Estadística (DANE) con datos procesados del censo de 2005 proyectados a 2016, Tuluá tiene 214 081 habitantes, con distribución de población 86 % urbana y 14 % rural, siendo el 53 % de sus habitantes de sexo femenino y 47 % del sexo masculino. 
Se define bajo observaciones que la composición por grupo de edades se define así: el 30% de la población es menor de 15 Años, mientras que los mayores de 60 representan el 5%. Por lo tanto, el 75% de la población es considerada económicamente activa.
El 28% de los habitantes es menor de 25 años y 7,4% son personas mayores de 65 años. El 84% de la población es menor de 50 años.
| 1680  | 1786  | 1870  | 1905   | 1920   | 1950   | 1960   | 1970   | 1980   | 1990   | 2000    | 2005    | 2010    |  |
| ----- | ----- | ----- | ------ | ------ | ------ | ------ | ------ | ------ | ------ | ------- | ------- | ------- |  |
| 3.571 | 5.729 | 7.687 | 10,310 | 11,651 | 14.365 | 31.387 | 49.015 | 70.391 | 91.584 | 126.333 | 183.236 | 199.244 |  |

### Composición étnica
Comparado con regiones al norte y oriente del Departamento del Valle, se presenta mayor porcentaje de población vallecaucana raizal, evidenciando menor influencia de migración de colonos antioqueños y de las cercanas capitales cafeteras Pereira y Armenia, aunque en la actualidad existe una migración a pequeña escala de comunidades del Tolima y el Huila, así como poblaciones del centro del departamento.
Según las cifras presentadas por el DANE del censo 2005, la composición etnográfica de la ciudad es:
- Mestizos y blancos (90,8%)
- Negro, mulato, afrocolombiano o afrodescendiente (9,0%)
- Indígenas (0,2%)

### Natalidad y Mortalidad
Para la ciudad de Tuluá, según la Secretaría de Salud de la ciudad, la tasa bruta de natalidad es del 9% y la tasa bruta de mortalidad es del 7%, con una tasa de crecimiento poblacional anual del 1%. Para el 2008 la esperanza general de vida al nacer para sus ciudadanos era de 77 años, teniendo mayor esperanza de vida las mujeres con 82 años, y los hombres, 72.
Durante el 2008 murieron en Tuluá 504 personas por cada 100.000 habitantes. La primera causa de muerte es el infarto de miocardio, que supera las de causa violenta. Revisadas las 10 primeras causas y agrupadas por tipo de patologías se observa que el 30% son de origen cardiovascular y que 35% son enfermedades crónicas no trasmisibles. Los homicidios representan el 15% de las muertes totales y la accidentalidad el 3%. El 60% de las muertes en el año 2007 fueron en hombres: el 5% en menores de 15 años, el 50% en mayores de 64 años, y el 45% en hombres económicamente activos. El 40% de las muertes en 2007 son mujeres: 2% niñas, 725 mayores de 64 años y 25% en edad productiva.

## Economía

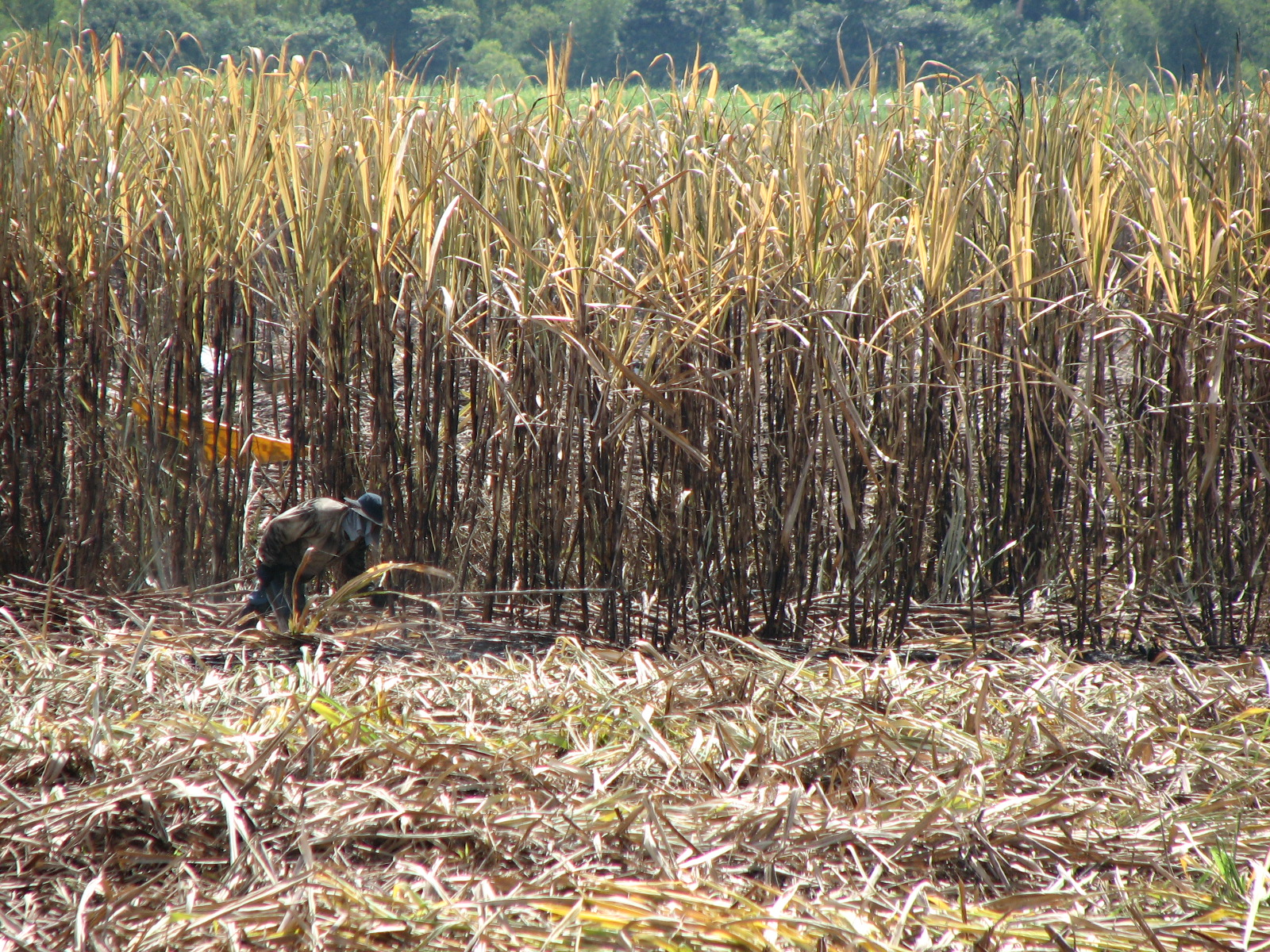
Plantación de caña de azúcar en Tuluá.

La economía de la ciudad se basa en la agricultura, la ganadería, la industrial. También, el comercio de la ciudad provee a algunos municipios vecinos. En su territorio se encuentra, minerales como oro, plata, yeso y caolín. El agro se destaca por ser intensivo, y la industria se desarrolla en diversos renglones económicos. Fortalecen su actividad su parque industrial y las terminales aéreas y terrestres.

### Agricultura
El municipio está favorecido por poseer variedad de climas, desde los 10 °C de la zona cordillerana hasta los 28 °C de la zona plana. En la cordillera, a una altitud de 3.000 metros sobre el nivel del mar (corregimientos de Barragán y Santa Lucía), se produce trigo, cebada, legumbres, hortalizas, pastos y papa. En el clima medio, café, maíz, fríjol, hortalizas y toda clase de frutas y en la parte plana. En la zona cálida, caña de azúcar, maíz, cacao, plátano y pastos.

### Ganadería
El municipio cuenta con varias razas de ganadería, como son: La Holstein, La Normando y La Cebú, éstas localizadas en la zona montañosa.

### Industria

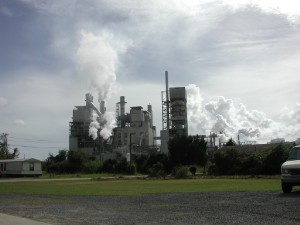
Factoría del Azúcar.

La ciudad cuenta con un ingenio productor de azúcar sulfatada y de derivados de la caña de azúcar y panelera, una industria productora de harina de diversos cereales, una empresa productora de levaduras. Son también relevantes la producción de derivados de productos frutícolas y la exportación de estos, además de la mediana empresa ligada a la producción y exportación del lulo, y frutos del bosque además de la industria de los cítricos.
Las industrias productoras de servicio son diversas y de características PYMES (Pequeñas y Medianas Empresas) que se dedican básicamente a la satisfacción de la demanda interna de la ciudad produciendo textiles, marroquinería, calzado, alimentos procesados y transporte un gran número de estas realizan exportaciones de sus productos.

### Comercio

Logo de la Cámara de Comercio de Tuluá.

La zona de influencia del comercio de la ciudad abarca 16 municipios, poblados, corregimientos y veredas. Los poblados con los que la ciudad tiene más actividad comercial son: Andalucía, Bugalagrande, Riofrío, Trujillo, Zarzal, La Victoria, La Unión, Toro, Roldanillo, Bolívar.
Las actividades comerciales están coordinadas por la Cámara de Comercio de Tuluá, cuya jurisdicción comprende los municipios de Tuluá, Andalucía, Riofrío, Trujillo, Bugalagrande, Bolívar y Zarzal.
La ciudad cuentas con tres centros comerciales: Supercentro Tuluá, Bicentenario Plaza y Centro Comercial La Herradura.

## Defensa
Cuenta con una importante infraestructura de protección y seguridad formada por la escuela de policía Simón Bolívar, el comando del II distrito de policía, la base antinarcóticos y el batallón Palacé. De igual forma posee una red de atención de emergencias coordinada por el Comité Local para la Atención y Prevención de Desastres y Emergencias (CLOPAD) en el que tienen participación, el Cuerpo de Bomberos, la Defensa Civil, la Cruz Roja y el Grupo de Búsqueda y Rescate.

## Infraestructura

### Transporte
Tuluá cuenta con un sistema de transporte deficiente en servicio y una infraestructura precaria. Al mismo tiempo, el transporte de la ciudad en su mayoría es ilegal, conocido también como mototaxismo, informalmente llamado "motorratón". En la ciudad hay más motos que cualquier otro medio de transporte, con cerca de 39.875 motos en 2010.

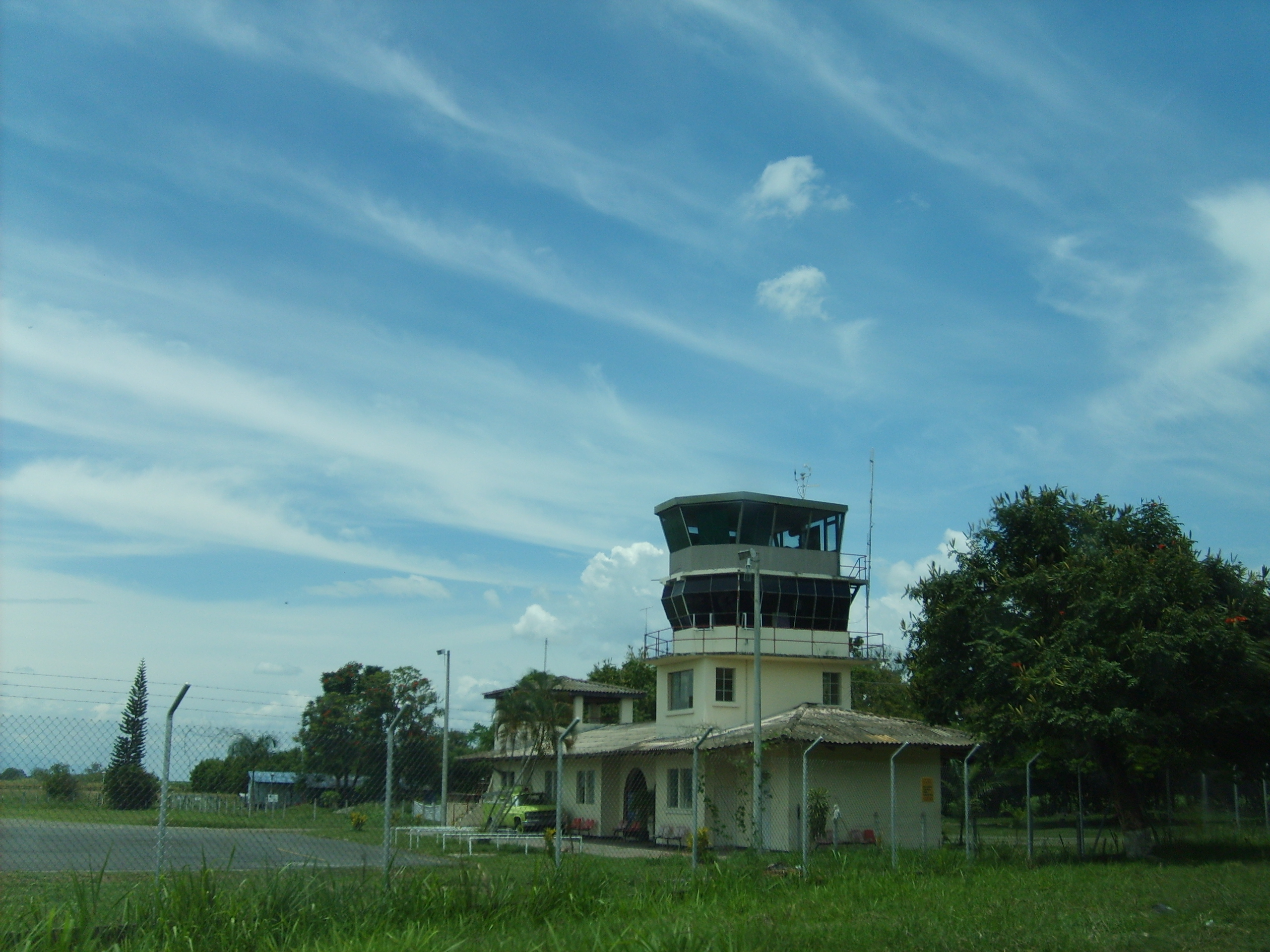
Aeropuerto Heriberto Gil Martínez, de Tuluá.

A la ciudad se tiene acceso por las carreteras Panamericana y Panorama, las cuales conectan este sector con las principales ciudades de Colombia y cuenta con muchas de sus vías secundarias y terciarias en buen estado, que comunican con los municipios de la región. Además de éstas se cuenta también con la Autopista a Buenaventura que lleva al puerto de Buenaventura, el más importante de la costa Pacífica.
La región está conectada a la red del ferrocarril del Pacífico que atraviesa todo el valle geográfico del río Cauca y la Costa Pacífica. El principal terminal aéreo es el aeropuerto Heriberto Gil Martínez, que sirve de enlace con el sistema aeroportuario del eje Medellín-Bogotá-Cali. La ciudad posee además con una moderna terminal nacional en la que hacen escala todos los buses que transitan por la región.

### Servicios públicos
Con una cobertura de servicios públicos alta, Tuluá provee de todos los servicios públicos. El servicio de energía eléctrica cubre entre el 98 a 100 % de la población; el acueducto y alcantarillado entre 97 y 99 %; y el servicio de gas natural cubre entre el 49 y el 53% de la población (DANE 2005).
En Tuluá hay 45 499 viviendas de las cuales el 87 % están ubicadas en el área urbano. La cobertura total de  servicios públicos en el municipio es de 98% en el área urbana. El 15 % de las viviendas ubicadas en la zona rural tienen una cobertura total de 82%.

### Salud
Considerada a nivel departamental como la ciudad con mayor eficiencia en la prestación de servicios hospitalarios[cita requerida], Tuluá cuenta con una infraestructura y calidad en servicios de la salud que le son de utilidad a las ciudades y municipios circunvecinos. Cuenta con clínicas privadas, 2 hospitales de carácter estatal y una red de centros comunales de salud a lo ancho de su territorio urbano y rural.

### Educación

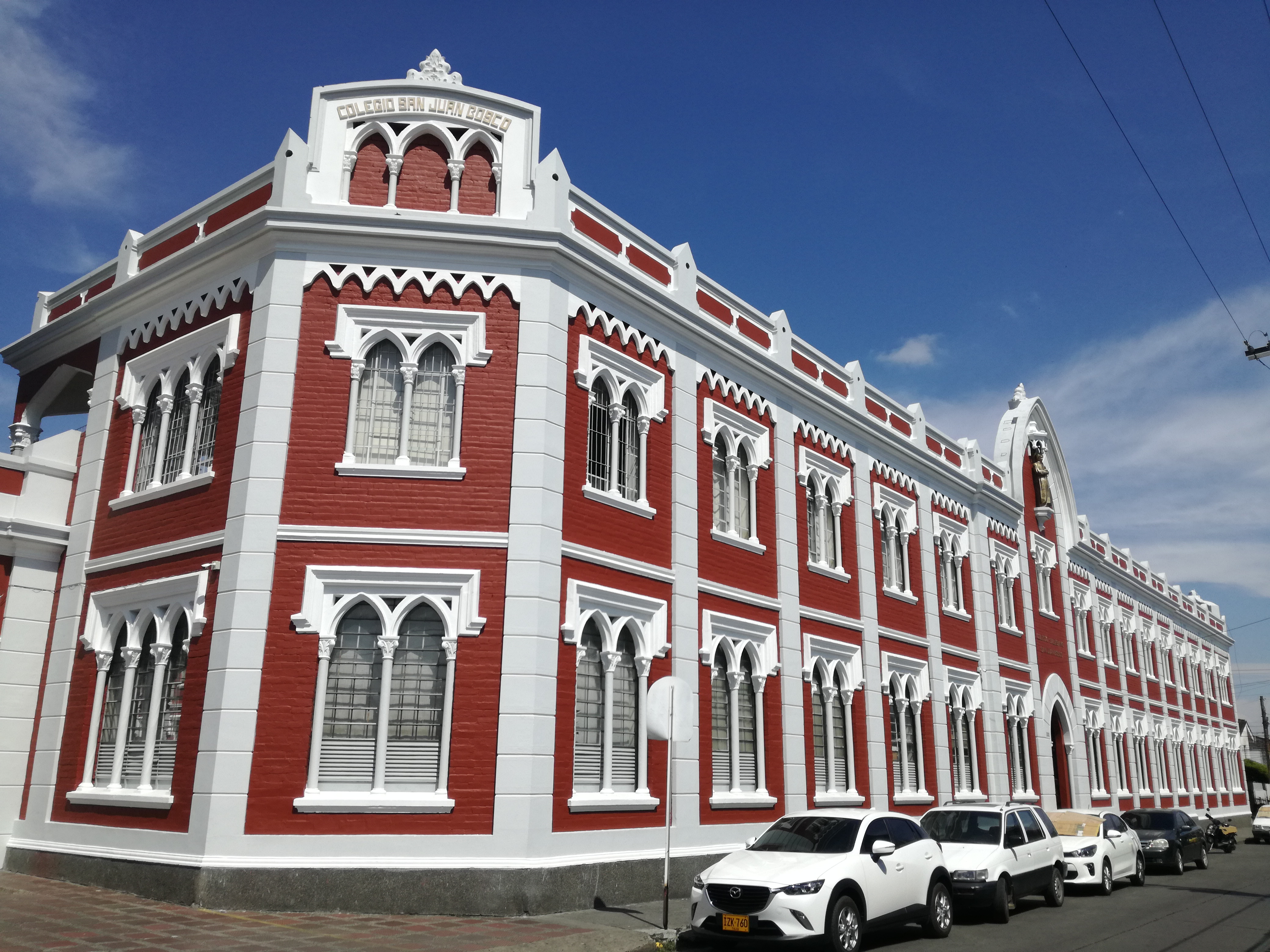
Colegio San Juan Bosco, ubicado en el centro de Tuluá.

Tuluá posee una sede de la Universidad del Valle, un instituto de educación superior, 25 establecimientos de enseñanza media, 60 escuelas primarias urbanas y 87 rurales de carácter estatal; la educación básica y media son gratuitas. Además, dispone de una buena oferta de instituciones privadas de educación media, técnica y superior. Gracias a estos factores se ha transformado en centro de investigaciones y de desarrollo de tecnología y conocimiento. Según información del censo 2005, de la población mayor de 3 años el 3.9 % es analfabeta, el 67,8 % recibe educación preescolar, el 90.2 % tiene primaria completa, el 70,5 secundaria completa, el 15,25 % son técnicos profesionales, el 9,8% son profesionales, son tecnólogos el 6,35%, el 3,56% son especialistas, tienen maestría el 1.1% de la población y doctorado el 0.93%.
| Total Municipio                             | Preescolar | Básica Primaria | Básica Secundaria | Media | Total  |
| ------------------------------------------- | ---------- | --------------- | ----------------- | ----- | ------ |
| N.º Habitantes en edad escolar              | 3.189      | 16.077          | 13.969            | 7.469 | 40.704 |
| %                                           | 7,83       | 39,50           | 34,32             | 18,35 |        |
| Cupos disponibles por nivel                 | 177        | 1.650           | 1.512             | 850   | 4.189  |
| %                                           | 4,23       | 39,39           | 36,09             | 20,29 |        |
| N.º de alumnos matriculados en edad escolar | 4.046      | 18.347          | 14.164            | 5.198 | 41.755 |
| %                                           | 9,69       | 43,94           | 33,92             | 12,45 |        |

- Relación n.º de alumnos/ n.º de Docentes: 30 (Cuántos alumnos hay por cada maestro)
- Tasa de analfabetismo: 5 (%)

### Instituciones de Educación Superior
En la actualidad la ciudad de Tuluá cuenta con cuatro centros de educación superior.

#### Oficiales

Logo de la Universidad del Valle.

- Universidad del Valle (Univalle). La Universidad del Valle es la principal institución académica del suroccidente de Colombia de alta calidad y tercera con mayor población estudiantil en el país. Su campus principal es la Ciudad Universitaria Meléndez en la ciudad de Santiago de Cali, y en adición a sus funciones en la capital del Valle del Cauca funciona también en el barrio San Fernando, donde se alojan la Facultad de Salud y la Facultad de Ciencias de la Administración, en cuanto a sus sedes regionales están: Buga, Cartago, Caicedonia, Norte del Cauca, Buenaventura, Palmira, Tuluá, Yumbo y Zarzal. En todas sus sedes cuenta con más de 30.000 estudiantes (2007) de los cuales casi 25.000 son de pregrado y 5.000 de postgrado.[17] Las sedes de la Universidad del Valle en la ciudad de Tuluá se encuentran en el Príncipe: carrera 22 calle 42, Villa Campestre: calle 43 No 43-33, Victoria: carrera 35 n.º 33-60 Esquina.

- Unidad Central del Valle del Cauca (UCEVA). La Unidad Central del Valle del Cauca con sede en la ciudad de Tuluá, tiene más de 4996 estudiantes (2021). Es una Institución Universitaria Pública de Educación Superior, creada mediante el Acuerdo n.º 24 de junio de 1971,1 del Concejo municipal de Tuluá, como alternativa de acceso a la educación superior para los bachilleres del centro y norte del Valle del Cauca.[cita requerida] La UCEVA posee actualmente 16 programas de formación en su oferta pregradual adscritos a cinco facultades; Facultad de Ciencias de la Salud, Facultad de Ingenierías, Facultad de Ciencias Administrativas, Económicas y Contables, Facultad de Ciencias Jurídicas y Humanísticas, Facultad de Ciencias de la Educación; y 8 programas en su oferta posgradual. También ofrece programas a distancia. Actualmente cuenta con dos programas certificados en Alta Calidad, como lo son Licenciatura en Educación Física, Recreación y Deporte y Licenciatura en Lenguas Extranjeras con énfasis en Inglés.[cita requerida] La sede está ubicada en el sur de la ciudad, carrera 27 A n.º 48-144 Kilómetro 1 Salida Sur Tuluá.

#### Privadas
- Corporación Universitaria Remington (Uniremington): Institución de educación superior fundada en 1915 y llegada a la ciudad de Tuluá en el 2005. Su oferta académica contiene posgrados en especialización de dirección de operaciones y mejoramiento continuo, gerencia ambiental, informática educativa y gobierno de las tecnologías de la información, y pregrados, como son profesional en Contaduría pública, Ingeniería de Sistemas, Ingeniería industrial, marketing y programas de tecnologías.

### Centros de Investigación Aplicada
- Centro Latinoamericano de especies menores

El Centro Latinoamericano de Especies Menores-CLEM nace en 1.979 como fruto de un Convenio Internacional de Cooperación Técnica entre el gobierno de Colombia y el gobierno de Los Países Bajos, ejecutado por el IPC Livestock - Barneveld College, institución holandesa de educación media técnica que imparte capacitación en procesos productivos de las especies menores a nivel internacional y el SENA.
- Parquesoft

Fundado el 23 de octubre de 2002 tiene su sede en el campus de la Universidad Central del Valle del Cauca, localizada en el sur de la ciudad de Tuluá es una fundación sin ánimo de lucro que cuenta con 117 m² para el desarrollo de la industrial del conocimiento.
Parquesoft es un proyecto que pretende por la generación de empleo y la prestación de servicios de software nacional e internacionalmente, el intercambio comercial y la exportación de software creativos y novedosos en el desarrollo y respaldo para jóvenes estudiantes y profesionales emprendedores de software, que permitan incubar empresas del conocimiento para el desarrollo y crecimiento de la economía de la región central vallecaucana.

## Turismo
En la ciudad se da el turismo religioso, de aventura y deportes extremos, también el turismo comercial.

### Parques y Reservas Naturales
- Plaza de Boyacá

Construida según los planos del ingeniero Enrique Uribe White, donde en tiempos de fundación se encontraba la plaza principal de la ciudad fue inaugurada en el año 1919 para conmemorar el primer centenario de la Batalla de Boyacá; el parque Boyacá se convirtió desde entonces en el punto tradicional preferido de propios y extraños para el encuentro, la charla, el esparcimiento y descanso. Deteriorado por el paso del tiempo fue recientemente remodelado el 12 de octubre en el año 2007, entregándole un aire vanguardista y moderno, respetando su función de área de recreo pasivo y adicionándole una plaza para la realización de eventos auspiciados por el ayuntamiento.
- Parque de la Guadua Guillermo Ponce de León París

Parque artificial para la conservación y recreo en el área urbana de la ciudad, es uno de sus principales pulmones. Se caracteriza por los extensos cultivos de guadua y bambú, flores exóticas y variedad de especies nativas de la región. Posee una extensión de 52000 metros cuadrados, el parque cuenta con una cascada artificial, una piscina de agua natural, senderos ecológicos y zonas de contemplación y para acampada, además de unidades para deportes. Construido en terrenos cedidos por el ayuntamiento de la ciudad a la Compañía Nacional de Levaduras (LEVAPAN) en un convenio administrativo, fue abierto al público el 28 de mayo de 1991. El nombre del parque, "Guillermo Ponce de León", se dio en homenaje al industrial y fundador de la compañía LEVAPAN. Así el parque es uno de los más populares entre los habitantes de los barrios que le circundan, debido su atractivo natural y oferta recreativa para pasar un día entre amigos y familia, y el disfrute de un excelente banquete hecho en los fogones de los kioscos con que está dotado el parque.
- Parque Lineal Juan María Céspedes

Construido según los planos del ingeniero tulueño Enrique Uribe White, donde estuvo la antigua plaza principal de Tuluá, fue inaugurado el 7 de agosto de 1919, para conmemorar el primer centenario de la Batalla de Boyacá. En 1959 bajo la administración de Oscar Londoño Pineda se demolieron las ruinas de un proyectado hotel de turismo permitiendo ampliar el parque hasta la calle 27, para que posteriormente se construyera en el centro, la actual biblioteca municipal.
- Parque Nacional Natural Las Hermosas

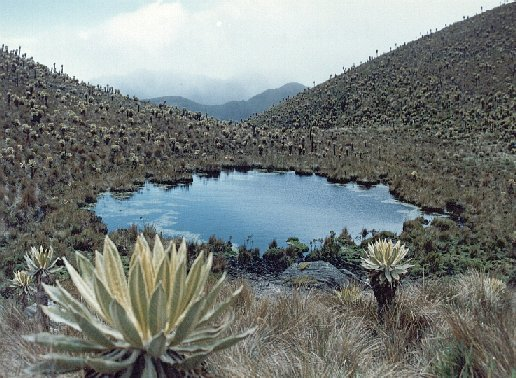
Laguna Las Mellizas, parque natural Las Hermosas.

Declarado como tal en 1977 por el Gobierno nacional, es administrado por el Ministerio del Medio Ambiente a través de Parques Naturales Nacionales. Se sitúa en la Cordillera Central, entre los departamentos de Valle del Cauca y Tolima. Hace parte de los municipios vallecaucanos de Tuluá, Buga, El Cerrito, Palmira y Pradera, posee unas 126.000 hectáreas y en ellas se encuentran bosques de niebla, bosques de palma de cera, cañones, páramos y lagunas naturales (pantanos). En la zona nacen muchos ríos que riegan varias poblaciones, entre ellas el municipio de Tuluá, con una gran riqueza en flora se destacan el roble y el frailejón entre las especies naturales, y en fauna, el oso de anteojos.
- Jardín Botánico Juan María Céspedes

El jardín botánico está localizado en el corregimiento de Mateguadua, a 7 km del área urbana de Tuluá. Tiene una extensión de 154 ha de terrenos ondulados, con alturas que oscilan entre los 1050 y 1300 metros sobre el nivel del mar. La temperatura promedio es la misma de la planicie central del Valle del Cauca, de unos 25 °C, y la precipitación pluvial promedia unos 1000 mm anuales, con dos períodos trimestrales de lluvias alternados con dos de sequía. Está ubicado dentro de la zona de vida denominada bosque seco tropical (B.S.T).
Este importante jardín botánico tiene insertado en su historia, el legado de dos grandes científicos vallecaucanos: Juan María Céspedes, dedicado científico y prócer de la independencia, a quien hace honor con su nombre, y Víctor Manuel Patiño, a quien se debe la iniciativa y gestión para su fundación en 1968.
Es famoso por la variedad de sus colecciones vivas y su museo etnobotánico, donde se explica la relación y el aprovechamiento que el hombre hace de la flora, un recorrido que va desde lo mágico y ancestral, hasta las últimas aplicaciones industriales.
Las piezas de las colecciones son una fuente de conocimiento permanente para científicos, cultivadores y artesanos. Su recorrido constituye un verdadero placer de conocimiento hacia la naturaleza propia del Valle.

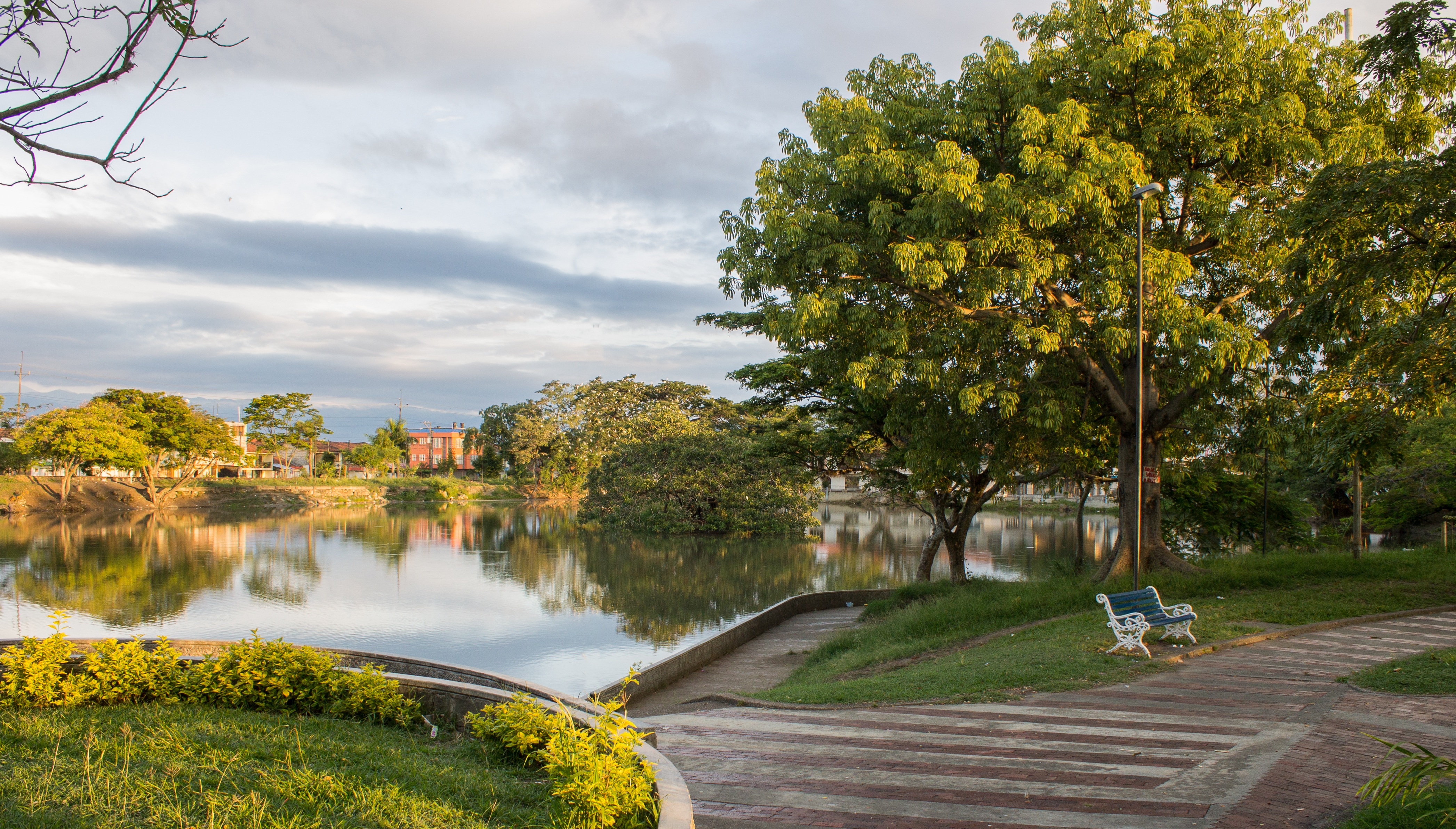
Lago Chilicote.

- Lago Chilicote: hermoso lago artificial hecho en 1945, y que en su centro tiene un árbol donde al atardecer posan las garzas, en tal número que queda totalmente blanco. El lago está ubicado en el área urbana del municipio, entre los barrios Sajonia, Pueblo Nuevo y El Lago (barrio al que da nombre), hacia el suroccidente de la ciudad. Posee un parque que lo rodea, especial para el descanso y la pesca. Cabe destacar que es un importante punto de referencia e ícono de la ciudad. El lago lleva el nombre de la ciudad hermana Chillicothe (Ohio).

## Gastronomía
Algunas bebidas famosas que pueden ser disfrutadas en Tuluá son: La chicha de maíz, la avena tolimense, masato y champús, etc.
Entre los platos típicos se encuentran: el sancocho de gallina, morcilla o rellena, y el tamal. También hay platos dulces: desamargado, cuaresmero, natilla (en la temporada navideña), y trasnochado. Sin olvidar el dulce de manjar blanco, propio del Valle del Cauca (se diferencia del arequipe, tradicional del resto del país, por su composición y preparación), las vidancas, la soya helada y un sinfín de variedades gastronómicas.
Otro plato de gran nombre y tradición es la carne a la milanesa, que en la zona del Valle del Cauca se conoce con el nombre de chuleta valluna. Existen varios sitios reconocidos donde este plato se puede disfrutar, uno de ellos conocido como "Las Chapetas".

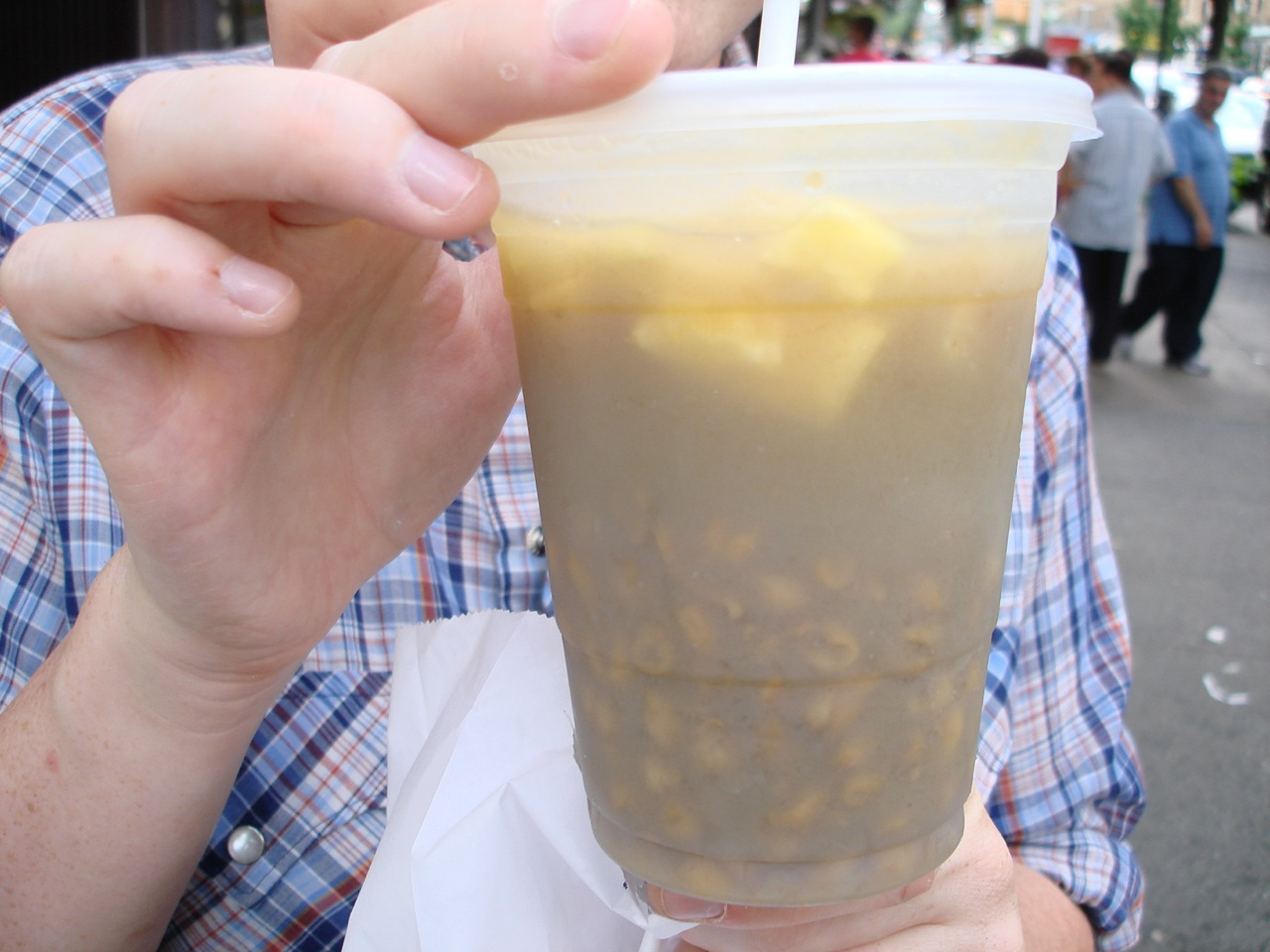
Champús vallecaucano
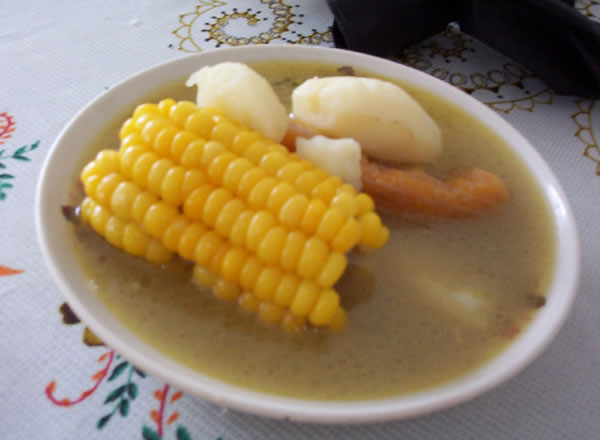
Sancocho de gallina
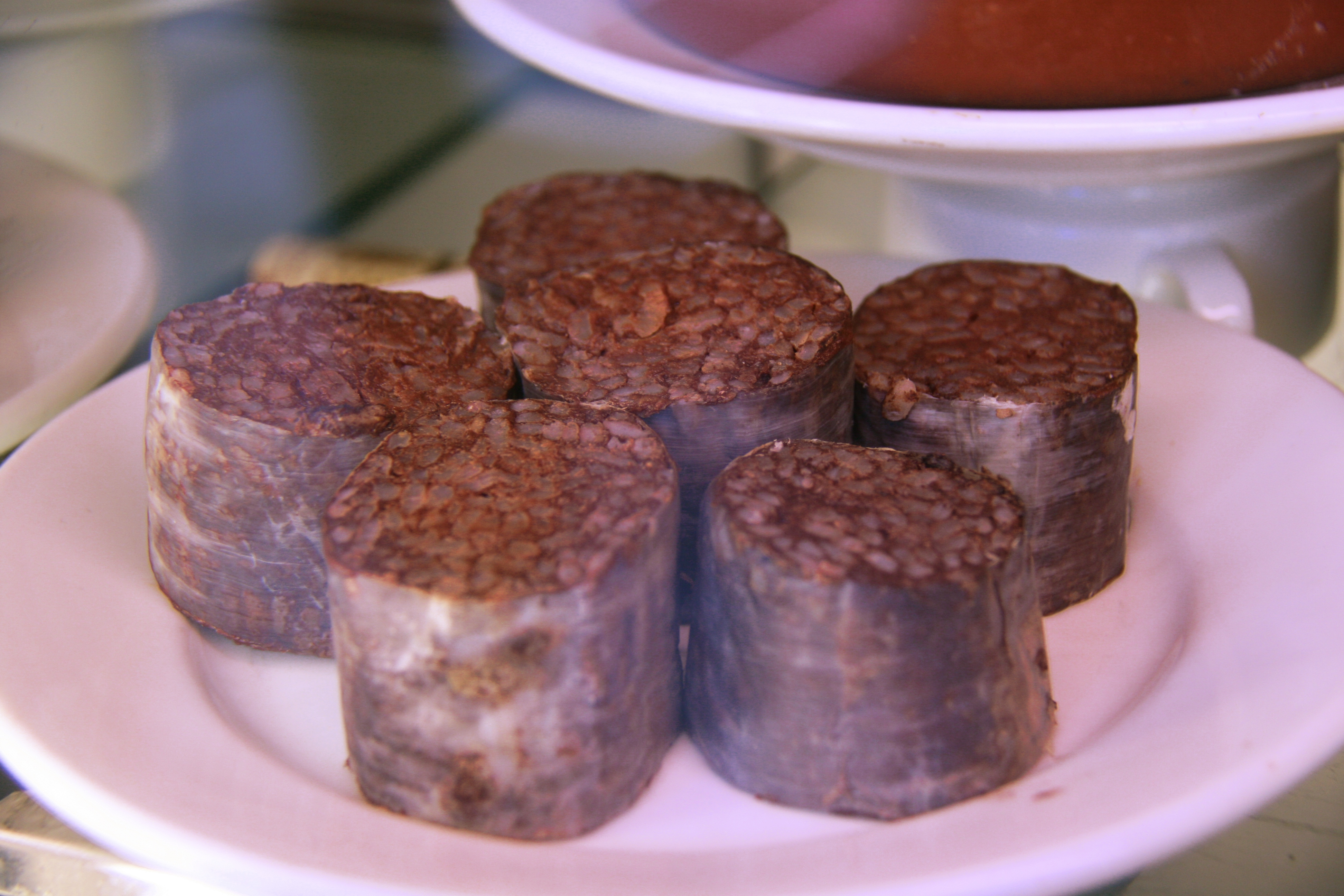
Morcilla o rellena
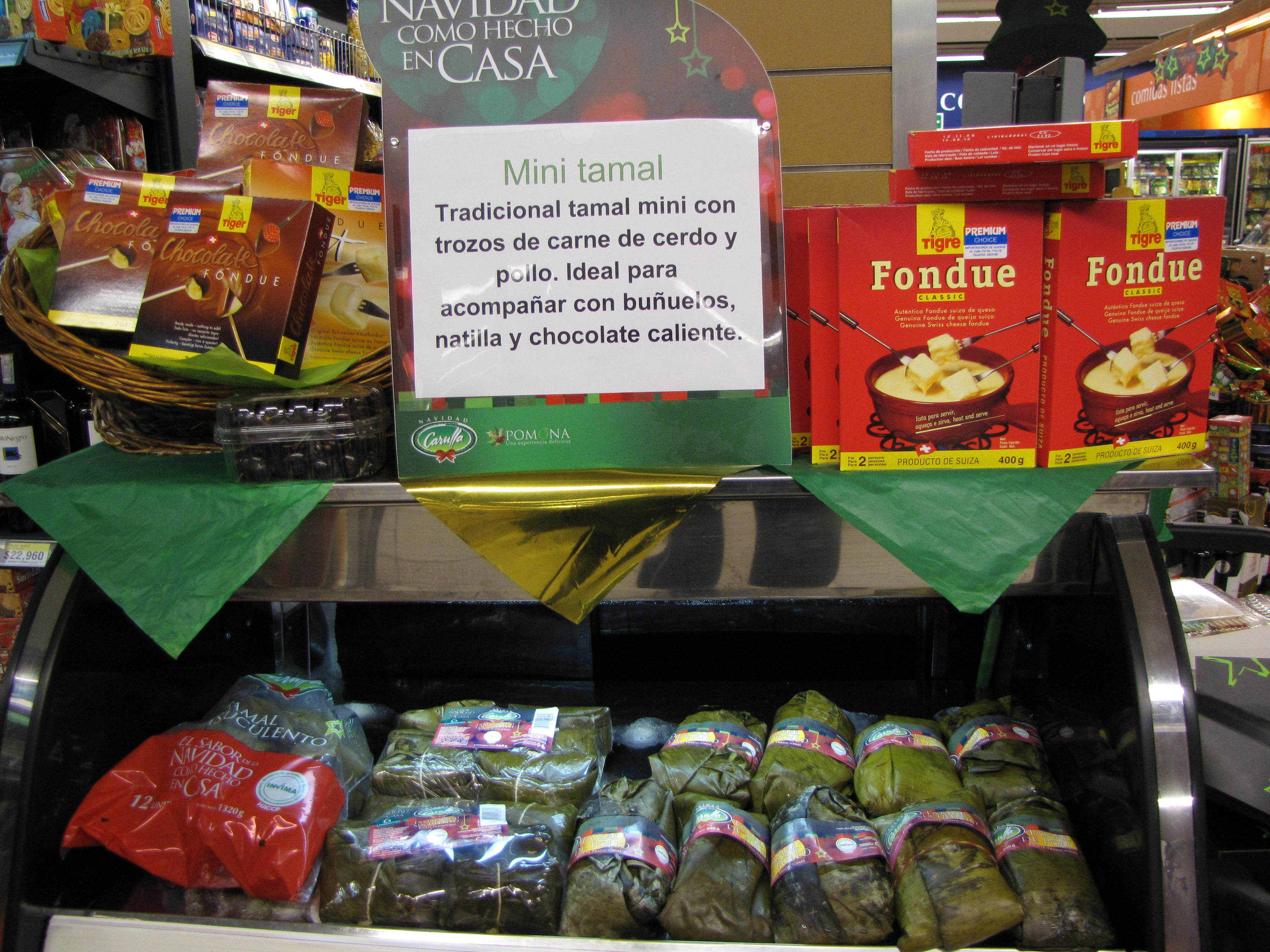
Tamales de pollo y/o cerdo
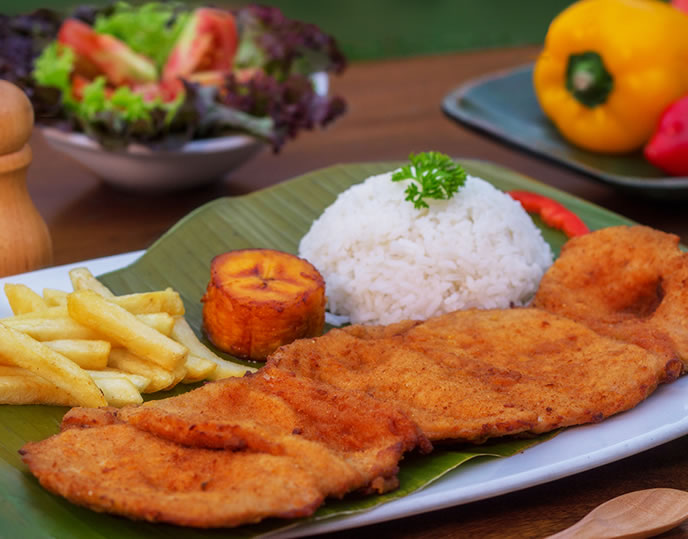
Chuleta valluna

## Cultura
La ciudad cuenta con 11 centros culturales, un teatro de estilo republicano (patrimonio nacional), 4 auditorios para eventos, sala de exposiciones para arte, 3 bibliotecas, un centro de historia, un museo de arte vial, un museo de etnobotánica, un museo de historia y un Corferias; adicionalmente se realizan anualmente 6 festivales culturales.
Principales festividades y eventos:
- La Feria de Tuluá
- Festival Multiartístico e Intercultural Sancocho Fest.
- Fiestas de Reyes y Feria Ganadera, corregimiento de La Marina.
- Fiestas del Campesino, corregimiento de Barragán.
- Festival Del Corazón Dulce.
- Expociencias Tuluá.
- Encuentro Nacional de Estudiantinas.
- Festival Internacional de Contadores de Historias y Leyendas.
- Festival Internacional del Mate, el Guarapo y la Música Autóctona
- Festival Santa Cecilia.
- Festival Vallecaucano de Títeres.
- Festival de Danzas Folclóricas de Parejas.
- Festival de Cometas, realizado por el Club Rotaract Tuluá, tradicionalmente en el aeropuerto.

Es Tuluá también reconocido como cuna de poetas y escritores.

## Deporte

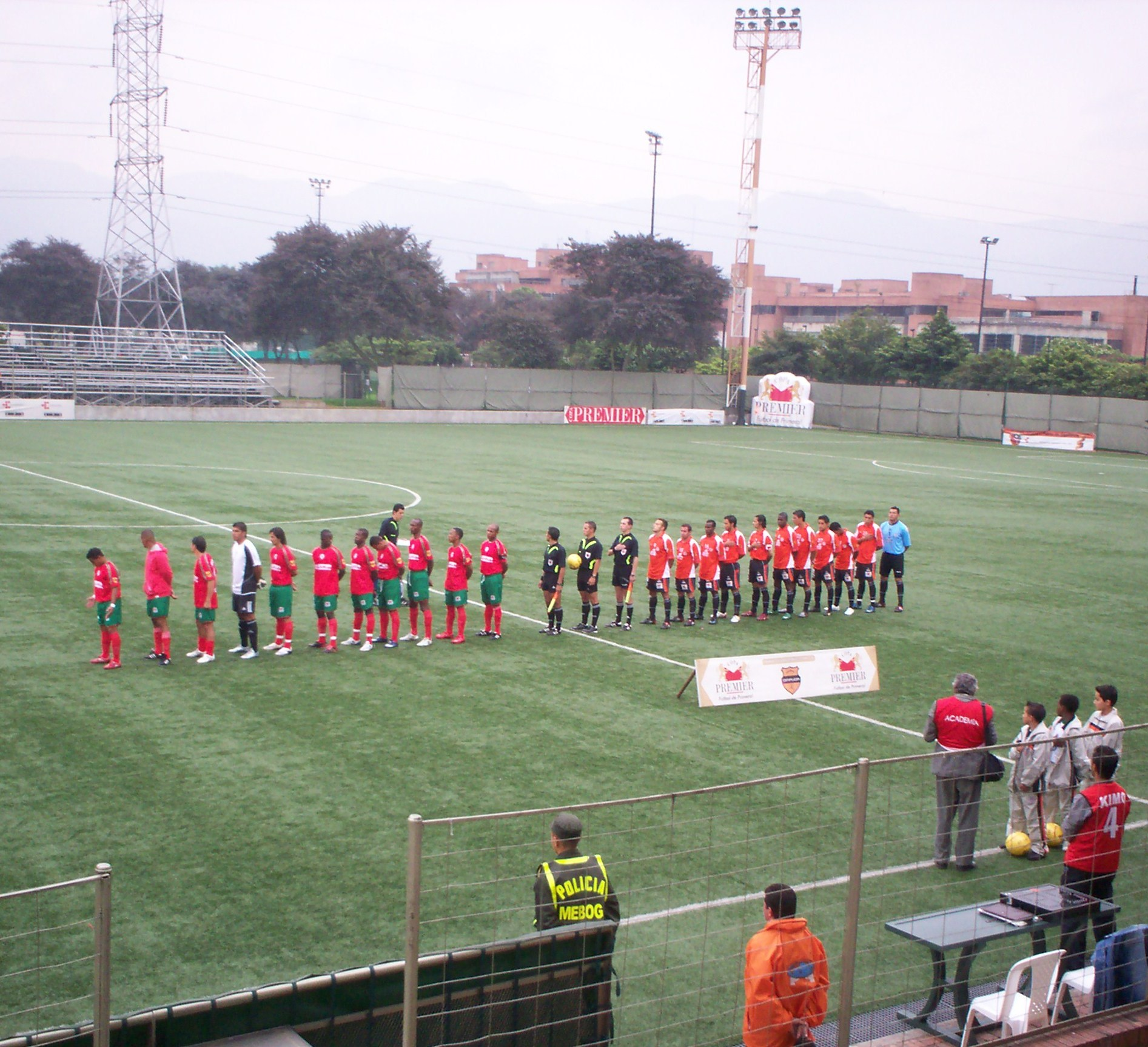
Cortuluá (rojo y verde) jugando en el estadio de Compensar, en Bogotá.

Hay en el pueblo varios centros recreativos tales como Comfandi, Carlos Sarmiento Lora, parque de la Guadua, jardín botánico Juan María Céspedes, cuenta también con polideportivos como el coliseo Benicio Echeverry, escuela de entrenamiento en diversas prácticas deportivas, diamante de baseball, pista de hockey, piscina olímpica, pista de patinaje, coliseo de pesas y artes marciales, y un estadio.
Principales eventos deportivos de Tuluá.
- Carrera Atlética y Recreativa Río Tuluá Fenalco
- Festival Regional de Cometas Club Rotarac Tuluá
- Festival del Río Tuluá

### Estadio de fútbol12 de Octubre
Es el principal escenario deportivo de la ciudad. Tiene una capacidad de 17.000 espectadores y fue sede del club Cortuluá en la división de equipos profesionales de la primera A y primera B de la División Mayor del Fútbol Colombiano., aunque en ocasiones también es utilizado para eventos masivos como conciertos.

### Cortuluá
La era del fútbol profesional colombiano, se remontó a lo que se revivió del Cortuluá en la temporada de 1991, cuando se iniciaba otra etapa en Colombia con el Campeonato de Ascenso para ponerle emotividad diferente a como estaba reglamentado el fútbol nacional, desde entonces está afiliada a la Federación Colombiana de Fútbol en la división de equipos profesionales de la primera A y primera B de la División Mayor del Fútbol Colombiano.

## Servicios públicos
- Energía Eléctrica: Celsia, es la empresa prestadora del servicio de energía eléctrica.[20]
- Gas Natural: Gases de Occidente es la empresa distribuidora y comercializadora de gas natural en el municipio.

## Ciudades hermanas
- Chillicothe, EUA
- Distrito de Ate, Perú[21]